# Elevado Presidente João Goulart
El Elevado Presidente João Goulart, anteriormente denominado Elevado Presidente Costa e Silva, y popularmente conocido como el Minhocão, es una autopista elevada de la ciudad de São Paulo, Brasil. La vía conecta la región de la Plaza Roosevelt, en el centro de la ciudad con el Largo Padre Péricles, en Barra Funda. Se construyó con el objetivo de aliviar el tráfico de las vías que, por atravesar el centro de la ciudad, no podían ensancharse para aumentar su capacidad. De esa manera, la solución pasó por construir una carretera paralela sobre las calles para poder duplicar la capacidad de tráfico.
Desde su construcción, el Minhocão ha generado malestar y quejas de la población vecina. La contaminación atmosférica, acústica y visual provocada por el Elevado es evidente especialmente para los edificios vecinos que son los que más sufren. Junto con el abandono del centro a lo largo de las décadas de 1980, 1990 y 2000, la zona se ha degradado, convirtiéndose en un lugar para personas sin hogar, prostitución y el consumo de drogas. 
Durante décadas se ha presionado para su desmantelamiento y las negociaciones que se han llevado a cabo apuntan a su transformación en zona de ocio, parque lineal o lugar de celebración de eventos como una forma de añadir valor a la región. A pesar de ello, su papel en el flujo de tráfico de la región justifica incluso la defensa de su permanencia como autovía. La complejidad del debate también incluye la vulnerabilidad de la población local que, debido a la devaluación que conlleva el Elevado, ha creado una región de alquileres más asequibles -tanto residenciales como comerciales- en una zona rodeada de infraestructuras al margen de dos barrios históricamente destinados a las clases más acomodadas: Higienópolis y Campos Elíseos. Por lo tanto, también existe el temor de que el desmantelamiento induzca un proceso de gentrificación debido a la reurbanización y revalorización de la zona, expulsando a la población más pobre y vulnerable.
Como estrategia para reducir el impacto negativo del Elevado desde 1976, se cierra de lunes a sábado, de 21:30 a 06:00 horas, con cierre total los domingos. Actualmente, la carretera está abierta a los coches de lunes a viernes, de 7:00 a 20:00 horas, y permanece cerrada a los vehículos el resto de días y horarios, incluidos los festivos nacionales, en los que solo está abierta a peatones y ciclistas.
Desde el Plan Director Estratégico de 2016, aprobado en 2014 durante la administración de Fernando Haddad, existe un plan para transformar la vía elevada en un parque, dejando la planificación para el futuro. En febrero de 2018, la ley de creación del Parque Municipal del Minhocão fue promulgada por el entonces alcalde João Doria y publicada en la Gaceta Oficial. Un año después, el 21 de febrero de 2019, el alcalde Bruno Covas anunció el inicio de la planificación que incluía el desmantelamiento del elevado y la creación de un parque suspendido en un primer tramo de 900 metros que une la Plaza Roosevelt con el Largo do Arouche. 

## Nombre
Desde antes del inicio de la construcción, el nombre del elevado había sido anunciado por Paulo Maluf, responsable de la obra, como "Elevado Presidente Costa e Silva" en honor a uno de los presidentes de Brasil durante la dictadura militar, responsable también del nombramiento del alcalde para su cargo. Incluso en la época de su construcción, el Elevado ya se ganaba apodos. Además de ser conocido como Minhocão, debido a su forma alargada que serpentea ininterrumpidamente por el nuevo centro, la estructura también era llamada "Estrada da Serraria", ya que terminaba frente a EUCATEX, la fábrica de muebles de la familia Maluf en Barra Funda. 
Desde la vuelta de la democracia, la estructura ha sido rebautizada dos veces. Los dos apodos oficiales, "Parque Minhocão" y "Elevado Presidente João Goulart", coexisten desde 2016. El primero se utiliza cuando las vías están abiertas a los peatones, mientras que el segundo se utiliza cuando están abiertas a los vehículos. El cambio de nombre se hizo haciendo caso omiso de la Ley Municipal 13 180.  

## Ruta
El Minhocão es una vía rápida con dos vías de circulación separados por barreras de hormigón y dos carriles de circulación por sentido. El Elevado tiene acceso al este por la Plaza Franklin Roosevelt y al oeste por la Avenida Francisco Matarazzo. La estructura cuenta además con cinco accesos intermedios, tres entradas y dos salidas. Los 3,4 kilómetros que la componen, 2.500 metros de vía principal y 900 de accesos, están soportados por 514 vigas, que pesan entre 80 y 120 toneladas cada una.
Las calles y avenidas situadas bajo y/o sobre el Elevado Presidente João Goulart son:
- Largo Padre Péricles
- Avenida Francisco Matarazzo
- Avenida General Olímpio da Silveira
- Praça Marechal Deodoro
- Avenida São João
- Rua Amaral Gurgel
- Plaza Franklin Roosevelt

## Historia

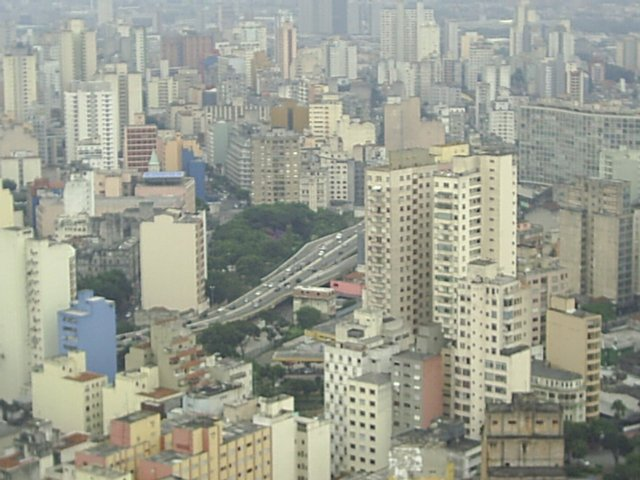
El Elevado junto al Largo do Arouche, ambos vistos desde el Terraço Itália.

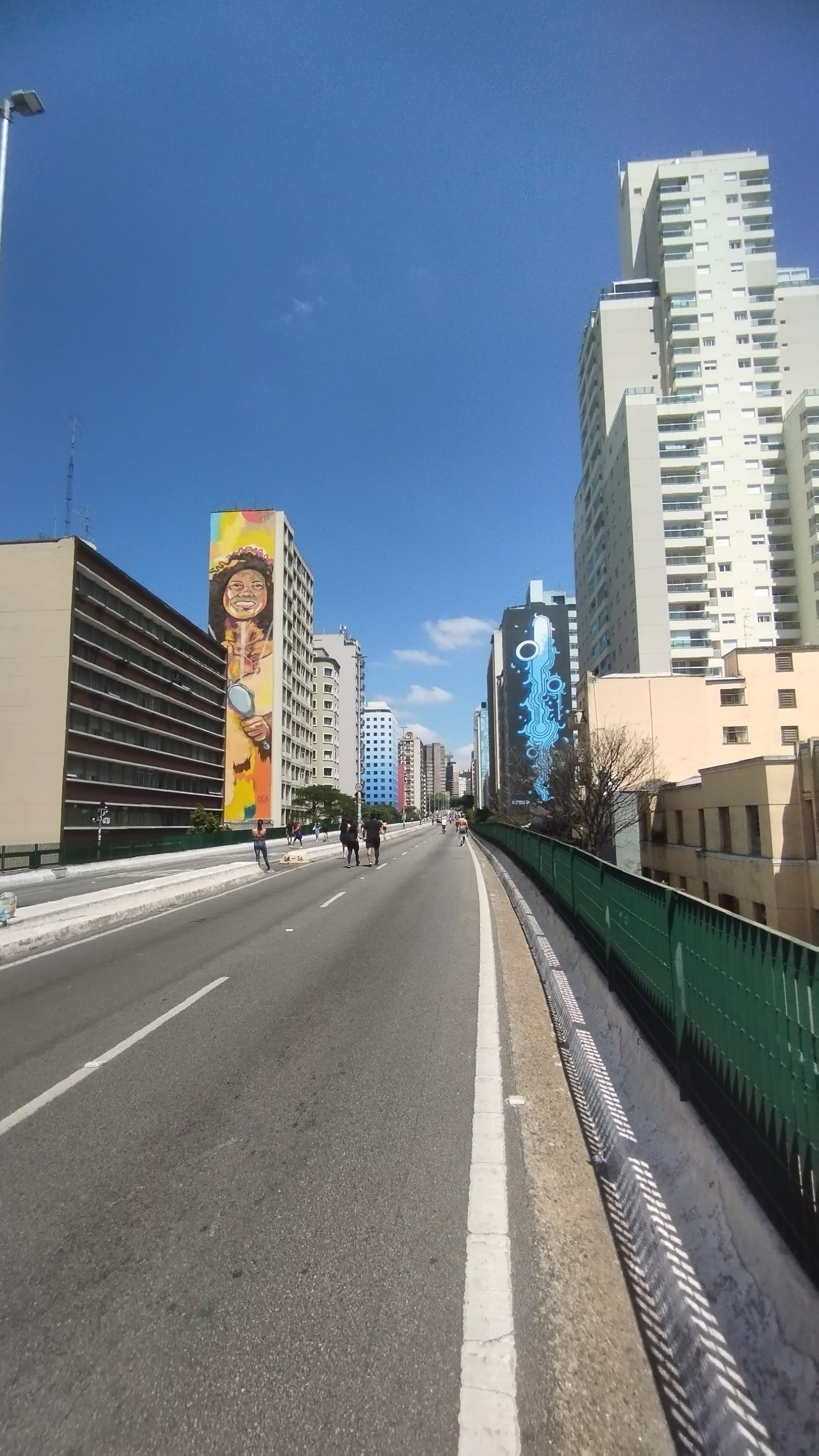
Elevado abierto a los peatones los fines de semana y los días festivos.

Concebido por Luiz Carlos Gomes Cardim Sangirdadi, arquitecto del Departamento de Urbanismo del Ayuntamiento de São Paulo, en 1968, el proyecto del Minhocão fue presentado al Alcalde José Vicente Faria Lima como solución al intenso tráfico de la Avenida São João, duplicando su capacidad sin ensancharla, llegando hasta la Praça Marechal Deodoro. En la época, la vía elevada era una tipología consolidada que resolvía una de las cuestiones fundamentales del siglo XX: el conflicto entre diferentes trayectorias para vehículos o peatones, dado el vertiginoso aumento de los volúmenes de tráfico urbano. El Brigadier Faria Lima rechazó el proyecto por considerarlo demasiado radical y dio prioridad a la construcción del metro. No obstante, envió el proyecto a la Cámara Municipal y reservó el área necesaria para la construcción, por si alguno de sus sucesores estuviera interesado.
Al año siguiente, el ingeniero Paulo Maluf asumió el cargo de alcalde de la ciudad decidido a construir un proyecto que marcaría su gestión. Maluf habría intentado imprimirle su sello para contrarrestar al anterior alcalde como buen gestor público, ya que, a sus 38 años, nunca había ocupado un cargo de este calibre. Así que retomó el proyecto del Elevado, una construcción grandiosa y de rápido desarrollo que contrastaba con el énfasis del alcalde anterior en el automóvil. Así, el 24 de enero de 1971, aniversario de la ciudad de São Paulo, sólo 11 meses después del inicio de las obras, se inauguró el Elevado Presidente Costa e Silva, una autopista con una velocidad máxima de 130 km/h. 950 hombres trabajaron a un ritmo febril de 16 horas diarias, sumando un total de seis millones 80 mil horas.
Construido para descongestionar el tráfico, el Minhocão fue irónicamente escenario de un atasco en su primer día de funcionamiento, cuando un coche averiado provocó un embotellamiento, agravado por el hecho de que otros conductores no podían tomar una ruta alternativa debido al reducido número de accesos y salidas a la carretera elevada.  El equipamiento contaba con torres de observación para alertar a los conductores de sucesos como este, algo importante cuando las radios no eran accesorios comunes en los coches.
El coste final del Elevado no está del todo clara. Al anunciar el proyecto en 1969, Maluf garantizó un precio de 37 millones de cruzeiros. Sin embargo, la Folha de S. Paulo apunta a una cifra de cincuenta millones de cruzeiros, desglosando la cantidad pagada a los dos ganadores del concurso público: el Consórcio Brasileiro Construtor de Estruturas recibió 32 millones de dólares canadienses para construir el tramo entre las plazas Roosevelt y Marechal Deodoro, y Rossi Engenharia, responsable de la parte hasta Largo Padre Péricles, recibió 18 millones. 
Pasando a cinco metros de los bloques planos, el puente elevado tiene 3,4 kilómetros de longitud y conecta la región central con el oeste de la ciudad. En la obra se utilizaron trescientos mil sacos de cemento, sesenta mil metros cúbicos de hormigón y dos mil toneladas de cables de acero, entre otros materiales. La obra recibió muchas críticas, siendo calificada de "cruel escenario arquitectónico" y "aberración arquitectónica". El periódico O Estado de S. Paulo criticó el proyecto en diciembre de 1970, afirmando que no tenía "ningún objetivo definido": "La carretera elevada no responde a ninguna investigación sobre el origen y el destino de la población, no tiene ningún objetivo definido. Es sólo un proyecto de construcción. El alcalde Maluf ya ha intentado explicarlo, pero no ha presentado ningún argumento técnico, ningún dato de investigación".
También se criticaron las obras del metro que se habrían retrasado a causa del Minhocão, lo que también habría provocado cambios en el trazado de la entonces futura Línea Este-Oeste, que habría pasado por debajo de la Avenida São João, pero habría tenido que cambiar de ubicación o recibir un método de construcción más caro a causa de los pilares del ferrocarril elevado.  Incluso hoy, no está bien visto por la población local, debido a la devaluación de las propiedades cercanas y al deterioro del lugar.

El nombre elegido para la construcción, mediante un decreto emitido por Maluf antes del inicio de la construcción, honraba al expresidente de Brasil, Artur da Costa e Silva, fallecido dos años antes. El presidente, famoso por haber decretado el AI-5, fue el responsable del nombramiento de Maluf para la alcaldía. 

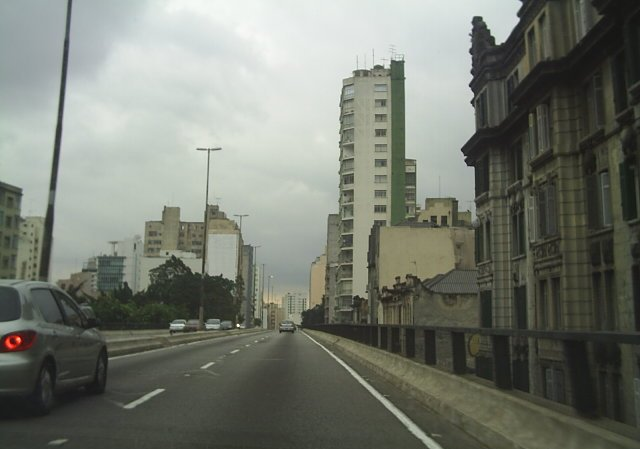
El Minhocão tiene horario de apertura, debido a su proximidad a los edificios

Ya en 1971, el artista Flávio Motta creó una serie de paneles en los pilares, pintándolos en dirección este-oeste con formas geométricas en sucesión que, vistas desde los coches en movimiento, hacían pensar en una secuencia cinematográfica.  Según el artista, el objetivo era convertir la ciudad en un campo de relaciones urbanas más amplio, aportando un poco de humanidad al gigante de hormigón. Sin embargo, apenas cinco años después de su inauguración, ya había planes para demoler la estructura, debido al enorme conflicto y a las repercusiones negativas que la urbanización trajo a la región. En 1976, bajo el mandato del alcalde Olavo Setúbal, el Elevado se cerró entre medianoche y las 5 de la mañana para evitar los constantes accidentes nocturnos y reducir el ruido en la zona. 
Dos décadas más tarde, en noviembre de 1989, la alcaldesa Luiza Erundina (PT) ordenó su cierre de 21.30 a 6.30 horas. En la década de 1990, se reanudó el debate sobre el destino del Elevado. La postura de arquitectos y urbanistas parecía unánime: debía ser demolido. Sin embargo, parte de la población estaba en contra, especialmente los residentes locales, que se oponían a los expertos. La discusión sobre el desmantelamiento del Elevado fue archivada cuando Paulo Maluf volvió a la alcaldía (por el PPB) y sustituida por proyectos para hacerlo más simpático. 
En 1996, se cerró a los vehículos los domingos y festivos, convirtiéndose en un lugar de ocio para la ciudad. En 1998, el Minhocão recibió nuevas intervenciones artísticas. El proyecto, denominado "Elevado à Arte", fue creado por la Funarte, organización vinculada al Ministério da Cultura, y llevó pinturas de Maurício Nogueira Lima y Sônia von Brüsky a los laterales de la estructura. En la década siguiente también hubo debates sobre el desmantelamiento del equipamiento. Los gobiernos de José Serra (PSDB) y Marta Suplicy (PT) analizaron la viabilidad de su destrucción, lo que demuestra que se trata de una cuestión que preocupa a gestores de todo el espectro político. En 2010, la posibilidad de su demolición volvió a plantearse en profundidad. Un estudio divulgado por el alcalde Gilberto Kassab (DEM) proyectaba la construcción de una nueva avenida por donde pasan las vías de la CPTM entre Lapa y Brás, que sustituiría al Minhocão como enlace Este-Oeste. El proyecto, que implicaba el soterramiento de 12 kilómetros de línea férrea, no fijaba plazos ni costes estimados, y finalmente fue descartado.
 

En julio de 2014, se aprobó un nuevo Plan Director para la ciudad de São Paulo, que prevé la demolición del elevado o su transformación en un parque o jardín colgante.De nuevo sin un plazo para el desmantelamiento del equipamiento, esta directiva ha reavivado el debate sobre su futuro, con grupos de ambos bandos defendiendo sus argumentos. Según el Plan Director:
Artículo 375 - Párrafo Único: Deberá elaborarse una ley específica que determine la restricción gradual del transporte motorizado individual en el Elevado Presidente Costa e Silva, definiendo plazos hasta su completo desmantelamiento como vía de circulación, su demolición o su transformación parcial o total en parque.
El 11 de julio de 2015, su uso como zona de ocio se intensificó al cerrarse a los vehículos entre las 15:00 horas de los sábados y las 06:30 horas de los lunes. La ampliación del horario de cierre se produjo después de que las pruebas realizadas por la CET demostraran que el tráfico en la zona era normal y que el transporte público no se veía afectado por la absorción de vehículos en otras vías.
En marzo del año siguiente, se produjo un cambio en su situación jurídica, siguiendo las directrices del Plan Director. El ayuntamiento sancionó el Proyecto de Ley 22/2015, que nombra al Elevado Costa e Silva como "Parque do Minhocão" en los días en que la carretera está cerrada al tráfico de vehículos. Además de simbólica, la ley tuvo efectos prácticos, ya que permitió que a la avenida se le aplicasen medidas que tienen lugar en los demás parques de la ciudad, como la creación de un consejo de gestión y acciones de conserjería para garantizar un mejor uso del lugar por parte de la población.
El 23 de junio de 2016, la Cámara Municipal de São Paulo aprobó cambiar el nombre del viaducto por el de Elevado Presidente João Goulart, en honor al expresidente João Goulart (1961-1964). La ley fue sancionada por el alcalde de la ciudad, Fernando Haddad el 25 de julio de 2016.
Una ley aprobada el 8 de febrero de 2018 por João Doria cerró el Elevado a los vehículos los sábados y también redujo su horario de apertura durante los días laborables, de modo que ahora funciona de lunes a viernes de 7 a 20 horas, y permanece cerrado a los vehículos otros días y en otros horarios, incluidos los días festivos nacionales, en los que solo está abierto a peatones y ciclistas